# みにまむなのにっく
『みにまむなのにっく』（MINIMUM NANONIC）は、1997年10月24日に日本電気ホームエレクトロニクスからPC-FX用ソフトとして発売されたアニメーションADVゲームである。

## 概要
ゲームはコマンド選択式のアドベンチャーゲーム。ストーリーに影響する複雑な分岐点や選択肢はなく、選択によってはキャラクターの会話などが多少変化するデジタルコミック。

## あらすじ
マッドサイエンティストの青葉博士は、いつも不可思議な研究に没頭しており、ある日、自信作を完成させた。突然、家の中を変わった光線が動き回る。そんなことなどと関心を持たず、博士の3人の娘はぐっすり眠っていたが、目が覚めると3人の身体は、元の大きさの約30分の1(親指くらいの大きさ)に縮小化していた。

## 登場キャラクター
青葉ひかり
声 - 岡本麻弥

青葉のぞみ
声 - 渕崎ゆり子
次女
青葉つばさ
声 - 白鳥由里
末っ子
レイサンダー
声 - 松井菜桜子

インスペクター
声 - 氷上恭子
昆虫将軍
ブラステレス
声 - こおろぎさとみ
炎熱将軍
アルディーネ
声 - 折笠愛
流水将軍
フェザリアム
声 - 根谷美智子

アーモスラッシュ
声 - 南央美

青葉博士
声 - 田中秀幸

グレードグルーミ
声 - 緒方賢一

キッチンキング
声 - 西村知道

バンズダイン
声 - 高木渉

ディストリンガー
声 - 子安武人

黒子
声 - 上田祐司

キングセクター
声 - 上田祐司

プリンス
声 - 田中秀幸

エルビス
声 - 緒方賢一

## 主題歌
オープニングテーマ
作詞：坂口雄一、作曲：山田実穂子、編曲：佐藤直紀、うた：久保田薫
エンディングテーマ
作詞：TOMOKO、作曲：菅原旭成、唄／演奏：GUSH

## スタッフ
- エグゼクティブプロデューサー：本庄中（NECホームエレクトロニクス）、杉田篤彦（Studio OX）
- プロデューサー：高垣信宏（NECホームエレクトロニクス）、松元文一（Studio OX）、原昭太郎（ポーラスター）
- スーパーバイザー：安田清明、竹内政夫
- メインキャラクターデザイン：鈴木典孝（Studio OX）
- 将軍キャラクターデザイン原案：小本田絵舞、まつした章子、ユナイト双児、村田護郎、ぶるまほげろー、中北晃一、金津園靖
- サブキャラクター原案：石平信司（Studio OX）
- サブキャラクターデザイン：上田洋平
- OPアニメーション：渡部圭祐（St.へらくれす）
- DNアニメーション：木﨑文智（St.へらくれす）、石川慎亮（St.へらくれす）
- メイン・ウィンドウ原画：鈴木典孝、斎藤久（St.へらくれす）
- システム原画：スタジオ わんぱっく、スタジオ アルゴ
- アニメーションシーン原画：別所誠人、今野博司、田口広一、山本勝也（あにまる屋）、スタジオ アルゴ
- 動画：スタジオ わんぱっく、スタジオ アルゴ、スタジオ ガッシュ、ビックバン、スタジオ ミュー、増井泉
- 色指定：富澤素美
- 仕上：スタジオ ガッシュ、スタジオ アルゴ、スタジオ ミュー、ミゾ企画、スタジオ キャッツ
- エアブラシワーク：太田憲之、林好美
- リスワーク：東京リスマチック
- 美術設定：中島美佳
- 美術：グリーン、イースター、原田謙一
- 美術協力：ミゾ企画
- OP撮影：キャバーン
- 撮影：ドリーム
- 撮影監督：沖田英一
- 編集：西山茂（タバック）
- 現象／テレシネ：IMAGICA
- 制作進行：飯村正之、福田剛士
- 脚本協力／タイトル：谷崎あきら
- メインプログラム：矢島隆男
- プログラム補佐：丸山真吾
- グラフィック：榛葉崇、秋田早知子、渡辺静香
- PSGデータ：木多利行
- アシスタントプランナー：石部ゆり江
- 音響監督：田中英行
- 音響制作：AUDIO・タナカ
- 録音：渋江靖夫
- キャスティング：好永伸恵、高橋正彦
- スタジオ：タバック
- 音楽：楽京グループ
- 音楽プロデューサー：坂口雄一
- 音楽ディレクター：佐藤慶之助
- 作曲：山田実穂子、佐藤直紀、いまいしんじ、SUGER KAY
- レコーディングスタジオ：クリケットスタジオ
- 広報：粕谷康伸、岩崎博子
- 宣伝／販促：近藤信之
- 販促制作：エーディーファクター、三浦淳志
- スペシャル・サンクス：桑原秀夫、飯坂篤、深川悟郎、増谷正夫、小田武之、金子芳子、内村美雅子、秋葉恵美、橋本博忠、清野輝晃、NECパーソナルシステム
- システムディレクター：保屋野潤（ポーラスター）
- 制作担当：岩畑剛一（Studio OX）
- 企画／脚本／絵コンテ／監督：杉田あつひこ（Studio OX）
- 制作：Studio OX
- 製作：NECホームエレクトロニクス